# Bull River (Clark Fork)
Der Bull River ist ein etwa 43 km langer rechter Nebenfluss des Clark Fork im US-Bundesstaat Montana.

## Flusslauf
Der Bull River verläuft im Sanders County im Nordwesten von Montana. Der Bull River entwässert einen Teil der Westflanke der Cabinet Mountains, ein in nördlicher Richtung verlaufender Gebirgskamm der Rocky Mountains. Der Bull River entsteht am Zusammenfluss von North Fork und Middle Fork Bull River. Schon nach etwa 500 m trifft der South Fork Bull River von links auf den Bull River. Der Bull River fließt anfangs 4,6 km nach Westen und wendet sich 3 km südlich des Bull Lake nach Süden. Ab dieser Stelle folgt der Montana Highway 56 (Bull River Road). Bei Flusskilometer 24 biegt der Bull River nach Osten ab. Nach etwa 8 Kilometern wendet sich der Bull River schließlich nach Südwesten. Der Bull River bildet entlang seinem Ober- und Mittellauf zahlreiche Flussschlingen. Auf den unteren 6 Kilometer durchfließt der Bull River eine Schlucht. Der Montana Highway 200 überquert den Fluss unmittelbar oberhalb dessen Mündung in den zum Cabinet Gorge Reservoir aufgestauten Clark Fork. Die Mündung des Bull River befindet sich 12 km abstrom vom Noxon Rapids Dam.

## Hydrologie
Das Einzugsgebiet des Bull River umfasst etwa 365 km². Der mittlere Abfluss beträgt 11 m³/s. Die höchsten monatlichen Abflüsse treten im Mai und im Juni mit im Mittel etwa 30 m³/s auf.

## Flussfauna
Im Bull River kommen die Regenbogenforelle und die Cutthroat-Forelle vor.